# Демилль, Сесил Блаунт
Се́сил Бла́унт Деми́лль (англ. Cecil Blount DeMille, 12 августа 1881 — 21 января 1959) — американский кинорежиссёр и продюсер, сценарист, лауреат премии «Оскар» 1952 года за кинокартину «Величайшее шоу мира». Долгие годы кинопредприниматели США считали его эталоном кинематографического успеха.
Был одним из основателей Академии кинематографических искусств и наук.

## Биография
Отец Демилля, выходец из Франции, до женитьбы работал учителем. Но его жена, мать Сесила Блаунта, настояла, чтобы он занялся драматургией. А для продвижения его пьес госпожа Демилль организовала литературно-гастрольное бюро. Бюро помогало коллективам подбирать репертуар и подыскивало актёров. Так Сесил и его старший брат Вильям (тоже кинорежиссёр) выросли в семье, близкой к литературе и театру.
Демилль начал свою карьеру, в качестве актёра театра в 1900 году. Позже он перешёл к написанию сценариев и режиссуре. В 1912 году вместе с Джесси Ласки основывает кинокомпанию «Дж. Ласки Фичер Плэй К°», позднее — «Paramount Pictures». Изначально Демилль планировал стать театральным режиссёром, но в 1913 году Д. Ласки поручил ему постановку фильма «Муж индианки». Первый опыт оказался неудачным. Первым успехом Демилля явилась «Кармен» — экранизация новеллы Проспера Мериме, адаптированная к американским условиям. Главную роль в картине играла известная оперная дива Джеральдина Фаррар.
В 1956 году во время натурных съёмок в Египте последней картины Демилля «Десять заповедей» у режиссёра случился сердечный приступ, от которого он так и не оправился. 21 января 1959 года Сесил Демилль скончался в Голливуде от сердечной недостаточности в возрасте 77 лет. Похоронен на голливудском кладбище «Hollywood Forever».

## Творческий метод
Для послевоенного творчества режиссёра была характерна помпезность. Действие фильмов развертывалось в богатых гостиных с роскошными туалетами и великосветскими приёмами[стиль]. Многие критики утвердили за ним прозвище «поэт ванных комнат», так как в каждом его фильме из современной жизни показывались сцены в роскошных ванных апартаментах. С. Б. Демилль большое внимание уделял рекламе. Он не брезговал даже принимать заказы на рекламу от парфюмерных и мебельных фирм, сообщая по ходу фильма точные адреса магазинов.
Ещё одно прозвище Демилля — «режиссёр-хамелеон». Он много раз менял направление своего творчества, соответствуя духу времени. Так, после богатых салонов он стал создавать фильмы о величии религии («Царь царей», «Крестовые походы»). Это были зрелищные фильмы с большими батальными сценами, богатыми интерьерами и восточными дворцами.

## Личная жизнь
В 1902 году Демилль женился на актрисе Констанс Адамс, которая родила ему дочь Сесилию. Позже они приняли в свою семью трёх сирот, младшая из которых, Кэтрин Демилль, стала актрисой.

## Избранная фильмография

### Немые фильмы
- 1914 — Муж индианки / The Squaw Man
- 1914 — Миллионы Брюстера / Brewster’s Millions
- 1914 — Человек с родины / The Man from Home
- 1914 — The Master Mind
- 1914 — The Only Son
- 1914 — Роза из ранчо
- 1915 — Вероломство / Temptation
- 1915 — Кармен / Carmen
- 1915 — Обман / The Cheat
- 1916 — Женщина Жанна / Joan the Woman
- 1917 — Роман красных лесов / A Romance of the Redwoods
- 1917 — Маленькая американка / The Little American
- 1917 — Женщина, которую забыл Бог / The Woman God Forgot
- 1918 — Мы не можем иметь всего / We Can’t Have Everything
- 1918 — Не меняйте вашего мужа / Don’t Change Your Husband
- 1919 — Мужское и женское / Male and Female
- 1919 — И в радости, и в горе / For Better, for Worse
- 1920 — Зачем менять жену? / Why Change Your Wife?
- 1921 — Похождения Анатоля / The Affairs of Anatol
- 1923 — Десять заповедей / The Ten Commandments
- 1925 — Дорога во вчерашний день / The Road to Yesterday
- 1926 — Волжский бурлак / The Volga Boatman
- 1927 — Царь царей / The King of Kings
- 1929 — Безбожница / The Godless Girl

### Звуковые фильмы
- 1929 — Динамит / Dynamite
- 1930 — Мадам Сатана / Madam Satan
- 1932 — Знак креста / The Sign of the Cross
- 1934 — Клеопатра / Cleopatra
- 1936 — Человек с равнины / The Plainsman
- 1938 — Флибустьер / The Buccaneer
- 1939 — Юнион Пасифик / Union Pacific
- 1940 — Северо-западная конная полиция / North West Mounted Police
- 1942 — Пожнёшь бурю / Reap the Wild Wind
- 1947 — Непобеждённый / Unconquered
- 1949 — Самсон и Далила / Samson and Delilah
- 1952 — Величайшее шоу мира / The Greatest Show on Earth
- 1956 — Десять заповедей / The Ten Commandments